# Quod erat faciendum
Quod erat faciendum (afgekort q.e.f.) is net als Quod erat demonstrandum een Latijnse term die letterlijk vertaald wat te doen was betekent, vrijer vertaald betekent dit hetgeen geconstrueerd moest worden. Hetzelfde wordt uitgedrukt met quod erat construendum, q.e.c. De term wordt gebruikt op het einde van een, vaak wiskundige, constructie. Men bedoelt hiermee dat wat men moest construeren ook echt geconstrueerd is.

## Oorsprong
De uitdrukking is de Latijnse weergave van het Griekse ὃπερ ἔδει ποιῆσαι (hoper edei poièsai), wat precies wat gedaan moest worden betekent. Euclides gebruikte deze uitdrukking in zijn Elementen na een beschrijving voor een constructie.